# Grand Prix-wegrace van Zwitserland 1954
De Grand Prix-wegrace van Zwitserland 1954 was de zevende Grand Prix van het wereldkampioenschap wegrace-seizoen 1954. De races werden verreden op 21 en 22 augustus op het Circuit Bremgarten, een stratencircuit in de stad Bern. In Zwitserland reden vier klassen: de 250 cc op zaterdag, de 350 cc, de 500 cc en de zijspanklasse op zondag. De wereldtitels in de 125- en de 250cc-klasse waren al beslist. In deze Grand Prix werd de wereldtitel in de 500cc-klasse beslist.

## Algemeen
MV Agusta had besloten in Italië te blijven nu de resultaten van de MV Agusta 500 4C tegenvielen. Dat gold ook voor DKW, dat haar RM 350 nog wilde doorontwikkelen. De Moto Guzzi Monocilindrica 350's bleven dit keer heel en prompt bezette het merk de eerste twee plaatsen in de 350cc-race. Daardoor bleef de 350cc-klasse spannend, net als de zijspanklasse, waar Wilhelm Noll en Eric Oliver de koppositie na deze Grand Prix deelden.

## 500cc-klasse
Na een wat moeizame start van het seizoen won Geoff Duke nu zijn vierde race op rij en was hij eindelijk zeker van de wereldtitel. Ray Amm werd met zijn Norton Manx tweede, maar Reg Armstrong deed met zijn derde plaats goede zaken, want hij steeg drie posities in de WK-stand. Pierre Monneret kreeg weer de beschikking over een Gilera 500 4C maar hij werd slechts zevende, achter de AJS E95's van Rod Coleman en Derek Farrant. De Moto Guzzi Quattro Cilindri's vielen uit, maar het doek was inmiddels over deze machines al gevallen.
| Pos | Coureur           | Merk      | Tijd      | Punten |
| --- | ----------------- | --------- | --------- | ------ |
| 1   | Geoff Duke        | Gilera    | 1:21"04'6 | 8      |
| 2   | Ray Amm           | Norton    | +3'7      | 6      |
| 3   | Reg Armstrong     | Gilera    | +58'5     | 4      |
| 4   | Jack Brett        | Norton    | +1"18'3   | 3      |
| 5   | Rod Coleman       | AJS       | +2"48'3   | 2      |
| 6   | Derek Farrant     | AJS       | +1 ronde  | 1      |
| 7   | Pierre Monneret   | Gilera    | +1 ronde  |        |
| 8   | Leo Simpson       | Matchless | +1 ronde  |        |
| 9   | Luigi Taveri      | Norton    | +2 ronden |        |
| 10  | Hans Bartl        | BMW       | +3 ronden |        |
| 11  | Florian Camathias | Norton    | +8 ronden |        |

| Coureur            | Merk       | Oorzaak |
| ------------------ | ---------- | ------- |
| Helmut Volzwinkler | Matchless  |         |
| Ken Kavanagh       | Moto Guzzi |         |
| Firmin Dauwe       | Norton     |         |
| Roy Godwin         | Norton     |         |
| René Del Torchio   | Matchless  |         |
| Georg Braun        | Horex      |         |
| Arthur Fenn        | Norton     |         |
| Bob McIntyre       | AJS        |         |
| Fergus Anderson    | Moto Guzzi | Motor   |
| John Storr         | Norton     |         |
| Phil Heath         | Norton     |         |
| Otello Spadoni     | Gilera     |         |

| Coureur          | Merk      | Oorzaak    |
| ---------------- | --------- | ---------- |
| Gordon Laing (†) | Norton    | Overleden  |
| Keith Campbell   | Norton    |            |
| Auguste Goffin   | Norton    |            |
| Léon Martin      | Gilera    |            |
| Jacques Collot   | Norton    |            |
| Bob Matthews     | Norton    |            |
| Cyril Julian     | Norton    |            |
| Dickie Dale      | MV Agusta | Teambeleid |
| Harold Clark     | Norton    |            |
| Tommy Wood       | Norton    |            |
| Alfredo Milani   | Gilera    |            |
| Carlo Bandirola  | MV Agusta | Teambeleid |
| Nello Pagani     | MV Agusta | Teambeleid |
| Umberto Masetti  | Gilera    |            |
| Peter Murphy     | Matchless |            |
| Rudy Allison     | Norton    |            |
| Bill Lomas       | MV Agusta | Teambeleid |

### Top tien tussenstand 500cc-klasse
| Pos | Coureur                     | Merk       | Ptn |
| --- | --------------------------- | ---------- | --- |
| 1   | Geoff Duke (wereldkampioen) | Gilera     | 38  |
| 2   | Ray Amm                     | Norton     | 20  |
| 3   | Reg Armstrong               | Gilera     | 11  |
| 4   | Ken Kavanagh                | Moto Guzzi | 9   |
| 5   | Fergus Anderson             | Moto Guzzi | 8   |
| 5   | Pierre Monneret             | Gilera     | 8   |
| 5   | Jack Brett                  | Norton     | 8   |
| 8   | Alfredo Milani              | Gilera     | 6   |
| 9   | Rod Coleman                 | AJS        | 5   |
| 10  | Jacques Collot              | Norton     | 4   |
| 10  | Léon Martin                 | Gilera     | 4   |
| 10  | Bob McIntyre                | AJS        | 4   |
| 10  | Carlo Bandirola             | MV Agusta  | 4   |

## 350cc-klasse
Nadat ze in de Grand Prix van Duitsland allemaal waren uitgevallen bleven de Moto Guzzi Monocilindrica 350's nu heel en Fergus Anderson en Ken Kavanagh beslisten de race binnen 0,3 seconde van elkaar. Ray Amm moest ruim een halve minuut toegeven en werd derde. Anderson steeg meteen naar de top van de WK-lijst, maar de 350cc-klasse bleef enorm spannend. Zelfs Derek Farrant, die tiende in de stand stond, kon theoretisch nog wereldkampioen worden, maar feitelijk ging het tussen Anderson, Amm en Rod Coleman.
| Pos | Coureur            | Merk       | Tijd      | Punten |
| --- | ------------------ | ---------- | --------- | ------ |
| 1   | Fergus Anderson    | Moto Guzzi | 1:04"54'9 | 8      |
| 2   | Ken Kavanagh       | Moto Guzzi | +0'3      | 6      |
| 3   | Ray Amm            | Norton     | +39'2     | 4      |
| 4   | Jack Brett         | Norton     | +1"33'4   | 3      |
| 5   | Rod Coleman        | AJS        | +2"00'5   | 2      |
| 6   | Bob McIntyre       | AJS        | +2"22'3   | 1      |
| 7   | Enrico Lorenzetti  | Moto Guzzi | +2"30'8   |        |
| 8   | Derek Farrant      | AJS        | +2"46'0   |        |
| 9   | Alano Montanari    | Moto Guzzi | +1 ronde  |        |
| 10  | Leo Simpson        | AJS        | +1 ronde  |        |
| 11  | John Storr         | Norton     | +1 ronde  |        |
| 12  | Helmut Volzwinkler | Velocette  | +2 ronden |        |
| 13  | Hans Haldemann     | Norton     |           |        |
| 14  | Phil Heath         | AJS        |           |        |
| 15  | Firmin Dauwe       | Norton     |           |        |
| 16  | Werner Mazanec     | AJS        |           |        |
| 17  | Haldinger          | Horex      | +4 ronden |        |

| Coureur           | Merk   | Oorzaak    |
| ----------------- | ------ | ---------- |
| Gordon Laing (†)  | Norton | Overleden  |
| Karl Hofmann      | DKW    | Teambeleid |
| Siegfried Wünsche | DKW    | Teambeleid |

| Coureur         | Merk          |
| --------------- | ------------- |
| John Grace      | Norton        |
| Maurice Quincey | Norton        |
| Auguste Goffin  | Norton        |
| Georg Braun     | Schnell-Horex |
| Jacques Collot  | Norton        |
| Pierre Monneret | AJS           |
| Bob Keeler      | Norton        |
| Bob Matthews    | Velocette     |
| John Clark      | AJS           |
| Peter Davey     | Norton        |
| Duilio Agostini | Moto Guzzi    |
| Barry Stormont  | BSA           |

### Top tien tussenstand 350cc-klasse
| Pos | Coureur           | Merk       | Ptn |
| --- | ----------------- | ---------- | --- |
| 1   | Fergus Anderson   | Moto Guzzi | 22  |
| 2   | Rod Coleman       | AJS        | 20  |
| 2   | Ray Amm           | Norton     | 20  |
| 4   | Ken Kavanagh      | Moto Guzzi | 14  |
| 5   | Jack Brett        | Norton     | 13  |
| 6   | Enrico Lorenzetti | Moto Guzzi | 9   |
| 6   | Leo Simpson       | AJS        | 9   |
| 6   | Bob McIntyre      | AJS        | 9   |
| 9   | Pierre Monneret   | AJS        | 8   |
| 10  | Derek Farrant     | AJS        | 6   |
| 10  | Auguste Goffin    | Norton     | 6   |

## 250cc-klasse
Zoals het hele jaar al werd de 250cc-race gewonnen door NSU, maar omdat Werner Haas ten val kwam nam Rupert Hollaus de honneurs waar. Georg Braun werd tweede met een van de eerste NSU Sportmaxen en HP Müller derde. Luigi Taveri werd in zijn thuisrace vierde met de Moto Guzzi Bialbero 250. Op de zevende plaats eindigde Florian Camathias, die later furore zou maken als zijspanracer.
| Pos | Coureur             | Merk       | Tijd      | Punten |
| --- | ------------------- | ---------- | --------- | ------ |
| 1   | Rupert Hollaus      | NSU        | 1:01"56'7 | 8      |
| 2   | Georg Braun         | NSU        | + 3"25'1  | 6      |
| 3   | Hermann Paul Müller | NSU        | + 1 ronde | 4      |
| 4   | Luigi Taveri        | Moto Guzzi | + 1 ronde | 3      |
| 5   | Roberto Colombo     | Moto Guzzi | + 1 ronde | 2      |
| 6   | Walter Vogel        | Adler      | + 1 ronde | 1      |
| 7   | Florian Camathias   | Moto Guzzi |           |        |

| Coureur     | Merk | Oorzaak |
| ----------- | ---- | ------- |
| Werner Haas | NSU  | Val     |

| Coureur           | Merk | Oorzaak  |
| ----------------- | ---- | -------- |
| Hans Baltisberger | NSU  | Blessure |

| Coureur           | Merk       |
| ----------------- | ---------- |
| Ken Kavanagh      | Moto Guzzi |
| Helmut Hallmeier  | Adler      |
| Kurt Knopf        | NSU        |
| Walter Reichert   | NSU        |
| Arthur Wheeler    | Moto Guzzi |
| Bob Geeson        | REG        |
| Fergus Anderson   | Moto Guzzi |
| John Horne        | Rudge      |
| Tommy Wood        | Moto Guzzi |
| Reg Armstrong     | NSU        |
| Angelo Marelli    | Moto Guzzi |
| Lanfranco Baviera | Moto Guzzi |
| Romolo Ferri      | Moto Guzzi |

### Top tien tussenstand 250cc-klasse
| Pos | Coureur                      | Merk       | Ptn     |
| --- | ---------------------------- | ---------- | ------- |
| 1   | Werner Haas (wereldkampioen) | NSU        | 32 (40) |
| 2   | Rupert Hollaus               | NSU        | 26 (30) |
| 3   | Hermann Paul Müller          | NSU        | 19      |
| 4   | Hans Baltisberger            | NSU        | 14      |
| 5   | Arthur Wheeler               | Moto Guzzi | 7       |
| 6   | Georg Braun                  | NSU        | 6       |
| 7   | Reg Armstrong                | NSU        | 4       |
| 7   | Helmut Hallmeier             | Adler      | 4       |
| 9   | Ken Kavanagh                 | Moto Guzzi | 3       |
| 9   | Luigi Taveri                 | Moto Guzzi | 3       |

(Punten tussen haakjes zijn inclusief streepresultaten)

## Zijspanklasse
Eric Oliver was nog steeds herstellende van een armbreuk, waardoor hij weliswaar kon deelnemen, maar slechts vijfde werd. Wilhelm Noll/Fritz Cron versloegen Cyril Smith/Stanley Dibben en kwamen daardoor op dertig punten in het wereldkampioenschap. Daar moesten ze echter vier punten van wegstrepen, waardoor ze gelijk met Oliver in het WK stonden en de Grand Prix des Nations de wereldtitel zou beslissen.
| Pos | Coureur          | Bakkenist      | Merk   | Tijd     | Punten |
| --- | ---------------- | -------------- | ------ | -------- | ------ |
| 1   | Wilhelm Noll     | Fritz Cron     | BMW    | 53"43'1  | 8      |
| 2   | Cyril Smith      | Stanley Dibben | Norton | +27'7    | 6      |
| 3   | Willi Faust      | Karl Remmert   | BMW    | +40'7    | 4      |
| 4   | Walter Schneider | Hans Strauß    | BMW    | +1"53'4  | 3      |
| 5   | Eric Oliver      | Les Nutt       | Norton | +1"59'0  | 2      |
| 6   | Hans Haldemann   | Luigi Taveri   | Norton | +2"26'5  | 1      |
| 7   | Bob Mitchell     | Max George     | Norton | +2"26'6  |        |
| 8   | René Bétemps     | André Drivet   | Norton | +1 ronde |        |

| Coureur          | Bakkenist          | Merk   |
| ---------------- | ------------------ | ------ |
| Ernst Kussin     | Franz Steidel      | Norton |
| Julien Deronne   | Jules Nies         | Norton |
| Fritz Hillebrand | Manfred Grunwald   | BMW    |
| Loni Neußner     | Werner Öxner       | Norton |
| Otto Schmid      | Otto Kölle         | Norton |
| Jacques Drion    | Inge Stoll-Laforge | Norton |
| Bill Boddice     | John Pirie         | Norton |

### Top tien tussenstand zijspanklasse
| Pos | Coureur          | Bakkenist          | Merk             | Ptn     |
| --- | ---------------- | ------------------ | ---------------- | ------- |
| 1   | Wilhelm Noll     | Fritz Cron         | BMW              | 26 (30) |
| 1   | Eric Oliver      | Les Nutt           | Norton-Watsonian | 26      |
| 3   | Cyril Smith      | Stanley Dibben     | Norton-Watsonian | 20      |
| 4   | Walter Schneider | Hans Strauß        | BMW              | 14 (16) |
| 5   | Fritz Hillebrand | Manfred Grunwald   | BMW              | 12      |
| 6   | Willi Faust      | Karl Remmert       | BMW              | 4       |
| 7   | Jacques Drion    | Inge Stoll-Laforge | Norton           | 3       |
| 7   | Otto Schmid      | Otto Kölle         | Norton           | 3       |
| 9   | Loni Neußner     | Werner Öxner       | Norton           | 2       |
| 10  | Bill Boddice     | John Pirie         | Norton           | 1       |
| 10  | Julien Deronne   | Jules Nies         | Norton           | 1       |
| 10  | Ernst Kussin     | Franz Steidel      | Norton           | 1       |
| 10  | Hans Haldemann   | Luigi Taveri       | Norton           | 1       |

(Punten tussen haakjes zijn inclusief streepresultaten)
1922 · 1923 · 1924 · 1927 · 1928 · 1929 · 1930 · 1931 · 1932 · 1933 · 1935 · 1936 · 1937 · 1938 · 1946 · 
1947 ·1948 · 1949 · 1950 · 1951 · 1952 · 1953 · 1954 · 1959